# Gamma Crateris
Gamma Crateris (γ Crateris, förkortat Gamma Crt, γ Crt) som är stjärnans Bayerbeteckning, är en dubbelstjärna belägen i den mellersta delen av stjärnbilden Bägaren. Den har en kombinerad skenbar magnitud på 4,06 och är synlig för blotta ögat där ljusföroreningar ej förekommer. Baserat på parallaxmätning inom Hipparcosuppdraget på ca 39,6 mas, beräknas den befinna sig på ett avstånd på ca 82 ljusår (ca 25 parsek) från solen. Baserat på stjärnans rörelsen genom rymden är den en potentiell medlem av Castor Moving Group.

## Egenskaper
Primärstjärnan Gamma Crateris A är en blå till vit stjärna i huvudserien av spektralklass A9 V. Den har en massa som är ca 1,8 gånger större än solens massa, en radie som är ca 1,3 gånger större än solens och utsänder från dess fotosfär ca 19 gånger mera energi än solen vid en effektiv temperatur på ca 8 000 K. Baserat på ett observerat överskott av infraröd strålning kan stjärnan vara omgiven av en stoftskiva. Det råder dock olika uppfattningar om detta.
Följeslagaren, Gamma Crateris B, är en stjärna av magnitud 9,6 med en uppskattad massa som är 75 procent av solens massa. År 2010 var den separerad från primärstjärnan med 4,98 bågsekunder vid en positionsvinkel på 93,1°, vilket motsvarar en projicerad separation på 125,6 AE. Denna stjärna kan vara källan till röntgenstrålning som har detekteras från stjärnparet.